# آریا (موسیقی)

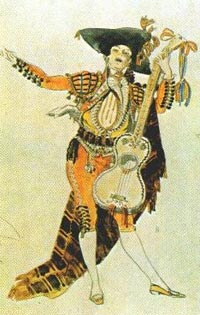
فردی در حال نواختن ساز و آواز خوانی

آریا (به ایتالیایی: Aria) مخفف آریتا (آریای کوچک)، یک ملودی است که برای آوازِ تنها نوشته می‌شود و معمولاً با ارکستر همراهی می‌شود. همچنین گونه‌ای قطعهٔ موسیقی آوازی نیز هست که در آن، خواننده موضوعی یا داستانی نسبتاً مستقل را روایت می‌کند. آریا بیشتر در اپرا دیده می‌شود هرچند که آهنگسازانی، آریاهایی بی‌ارتباط با اپرا نیز نوشته‌اند. این اصطلاح به معنی یک قطعهٔ سازی آرام و ملودیک نیز به‌کار می‌رود.